# Centre thermal des Dômes
Le centre thermal des Dômes, ou Grand établissement thermal, est situé à Vichy (France). Il est l'héritier de l'établissement thermal de 1ère classe de Vichy.

## Localisation
Le centre thermal des Dômes est situé sur la ville de Vichy, entre l'avenue du Général-Dwight-Eisenhower, l'avenue Thermale et le boulevard des États-Unis, dans le département de l'Allier, en région Auvergne-Rhône-Alpes.

## Description
Le pavillon central est couvert d'une coupole. Le hall d'entrée ouvre sur l'extérieur par trois portes plein cintre entièrement vitrées et surmontées d'un vitrage multicolore. La coupole, inspirée des constructions arabes, se compose d'un tambour octogonal recouvert de grès flammé, et d'une calotte légèrement pointue. Sur la façade nord de 1934 se trouvent deux châteaux d'eau en léger retrait par rapport à son centre. Ils présentent l'aspect de deux tours fortifiées avec de pseudo ouvertures défensives. À l'intérieur, le hall d'entrée est orné des peintures d'Alphonse Osbert. La salle de mécanothérapie a conservé tous ses instruments de rééducation créés par un médecin suisse du début du siècle. La cabine grand luxe est ornée de faïence émaillée à motifs aquatiques.

## Historique
La construction du nouvel établissement thermal fut décidée en 1898. Les stations thermales allemandes et autrichiennes étant alors à l'avant-garde, Charles Fère, directeur de la Compagnie Fermière, partit en visiter avec son ingénieur Guérin, et l'architecte Charles Le Cœur. Les travaux commencèrent en 1899 et l'établissement fut inauguré en 1903. Une aile supplémentaire fut ajoutée en 1934.
L'édifice est classé partiellement au titre des monuments historiques par arrêté du 23 novembre 1989.
En 2021, France Thermes, propriétaire de la Compagnie de Vichy jusqu'en 2030, a annoncé la rénovation des thermes des Dômes, qui seront transformés en un « pôle prévention santé ». Les travaux devraient se terminer en 2024.

## Protection
Éléments protégés : les façades et les toitures (y compris celles du dôme central et des deux pavillons d'angle) ainsi que le hall d'entrée avec son décor, de l'aile sud donnant sur l'avenue Eisenhower ; cabines de bains de luxe du rez-de-chaussée (décor aux nénuphars et aux iris) avec toutes leurs installations subsistantes ; galerie centrale du premier étage.

## Galerie

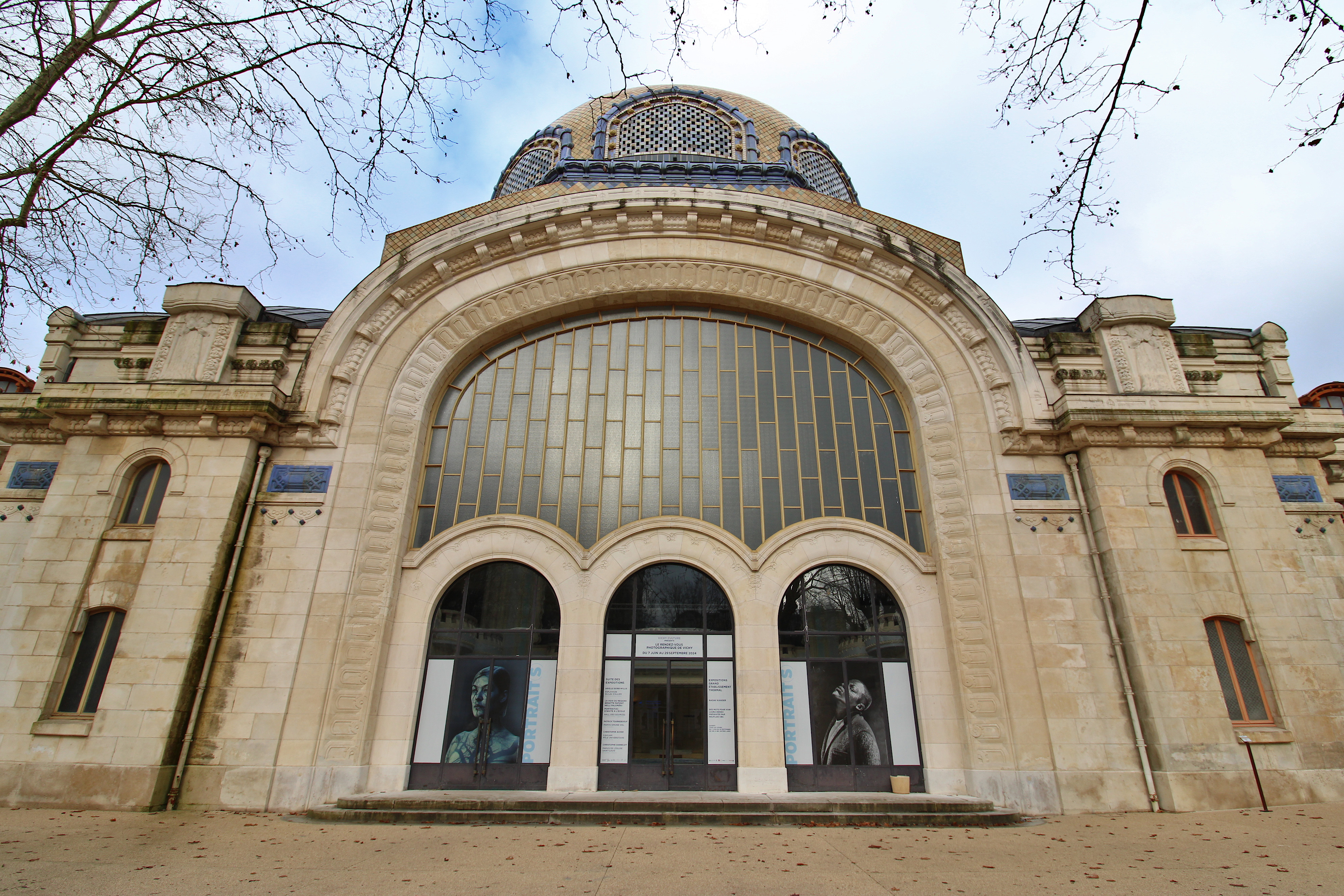
Entrée sud (2024).
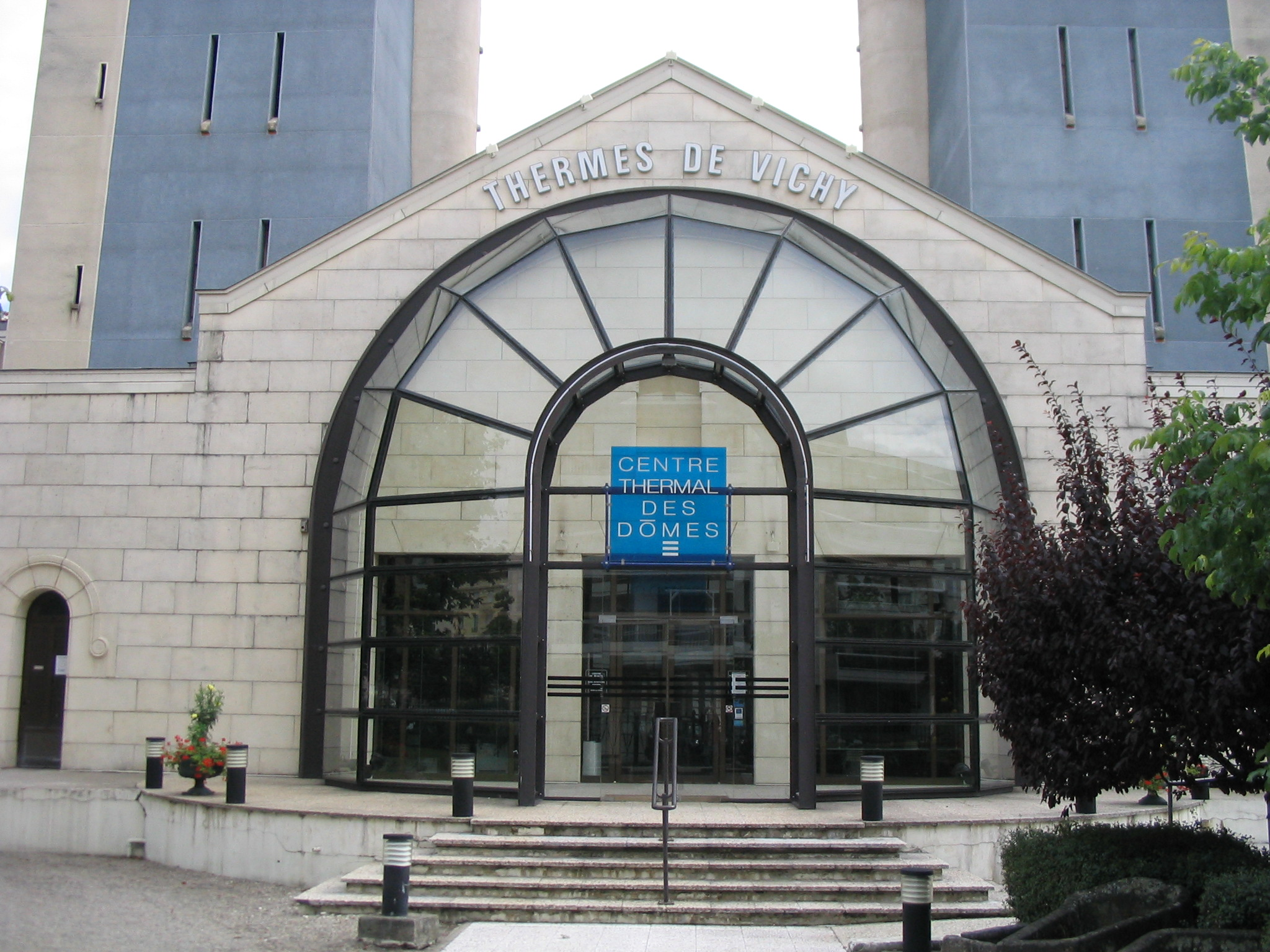
Entrée nord des thermes (2006).
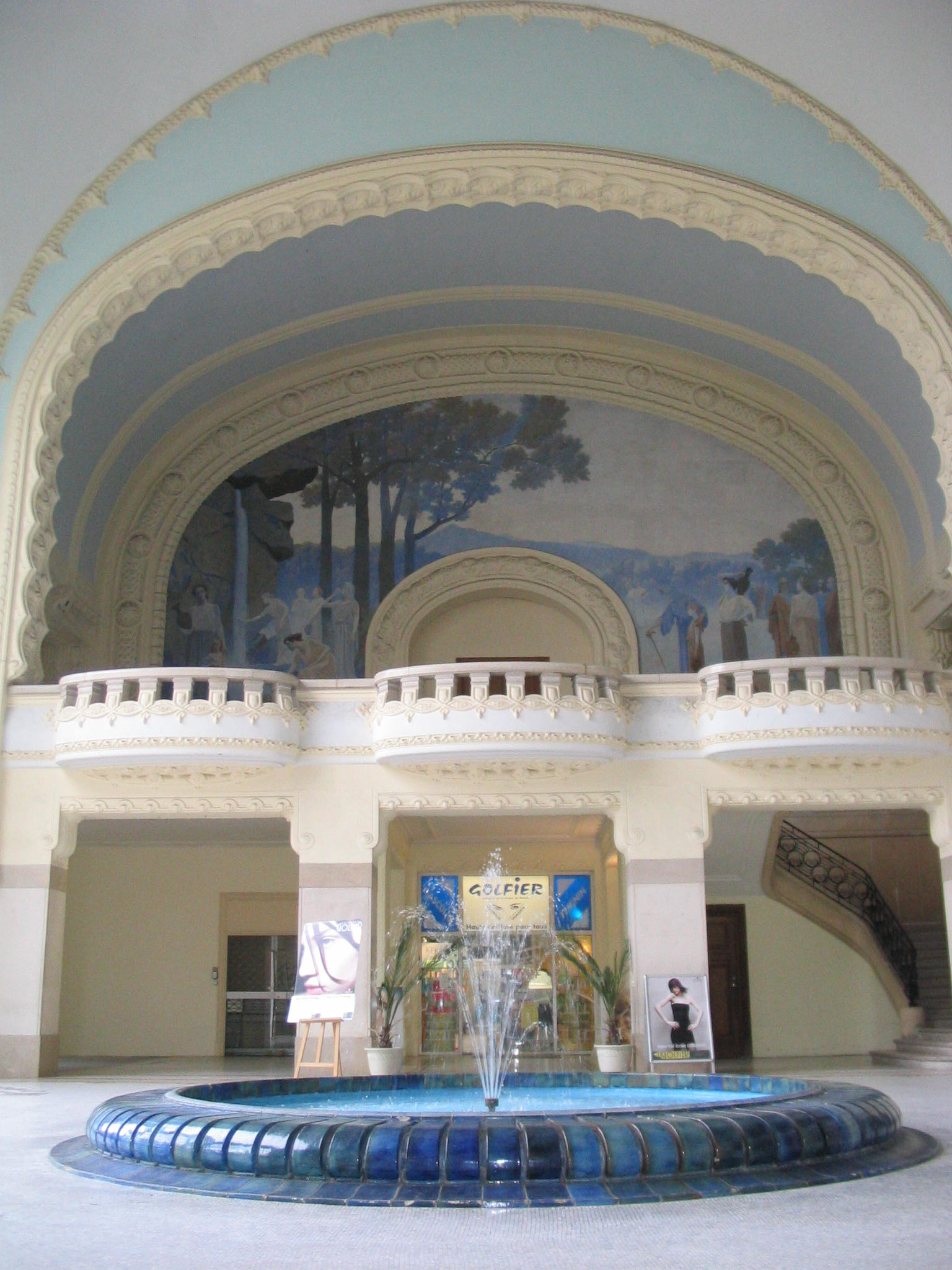
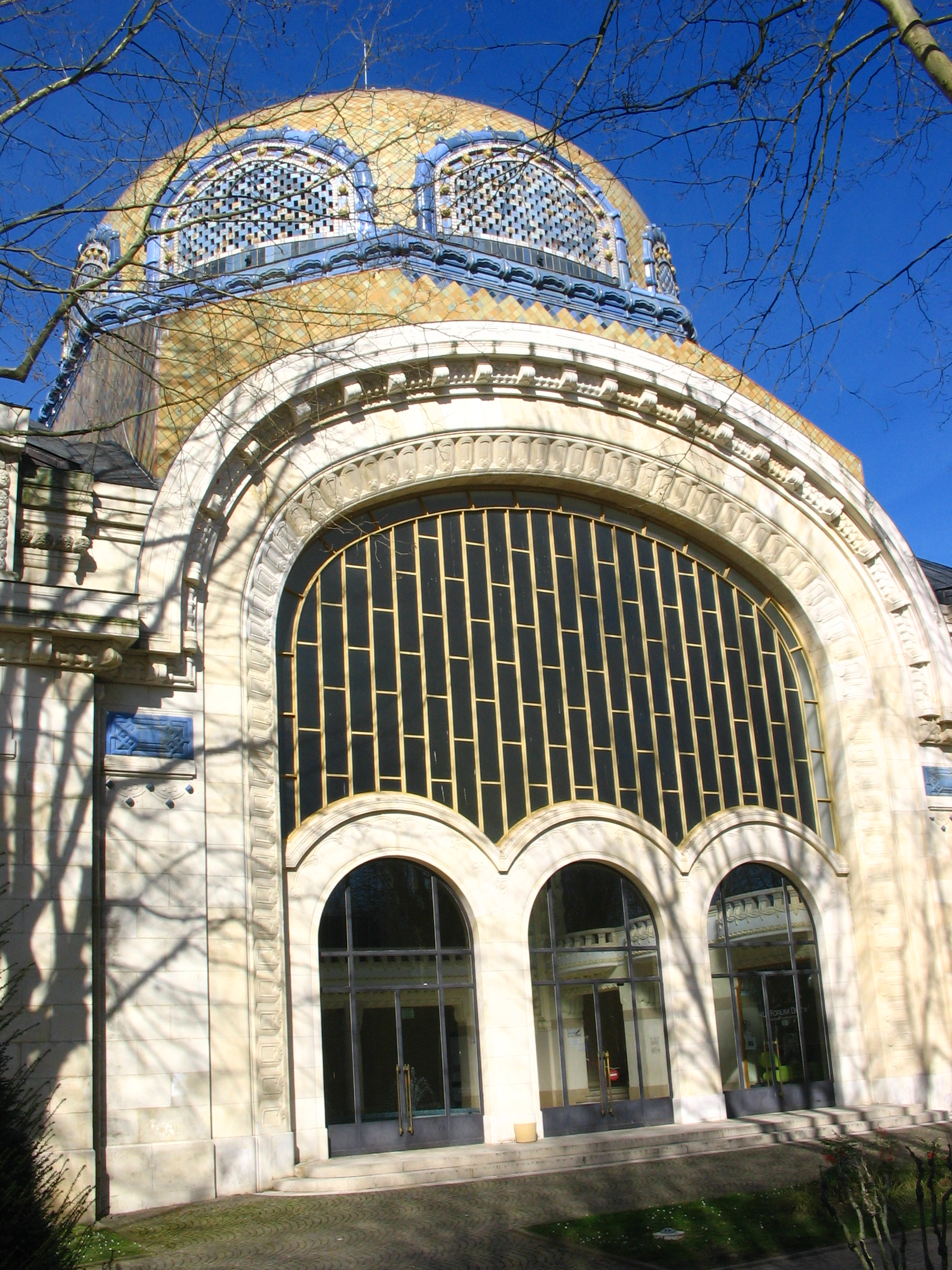
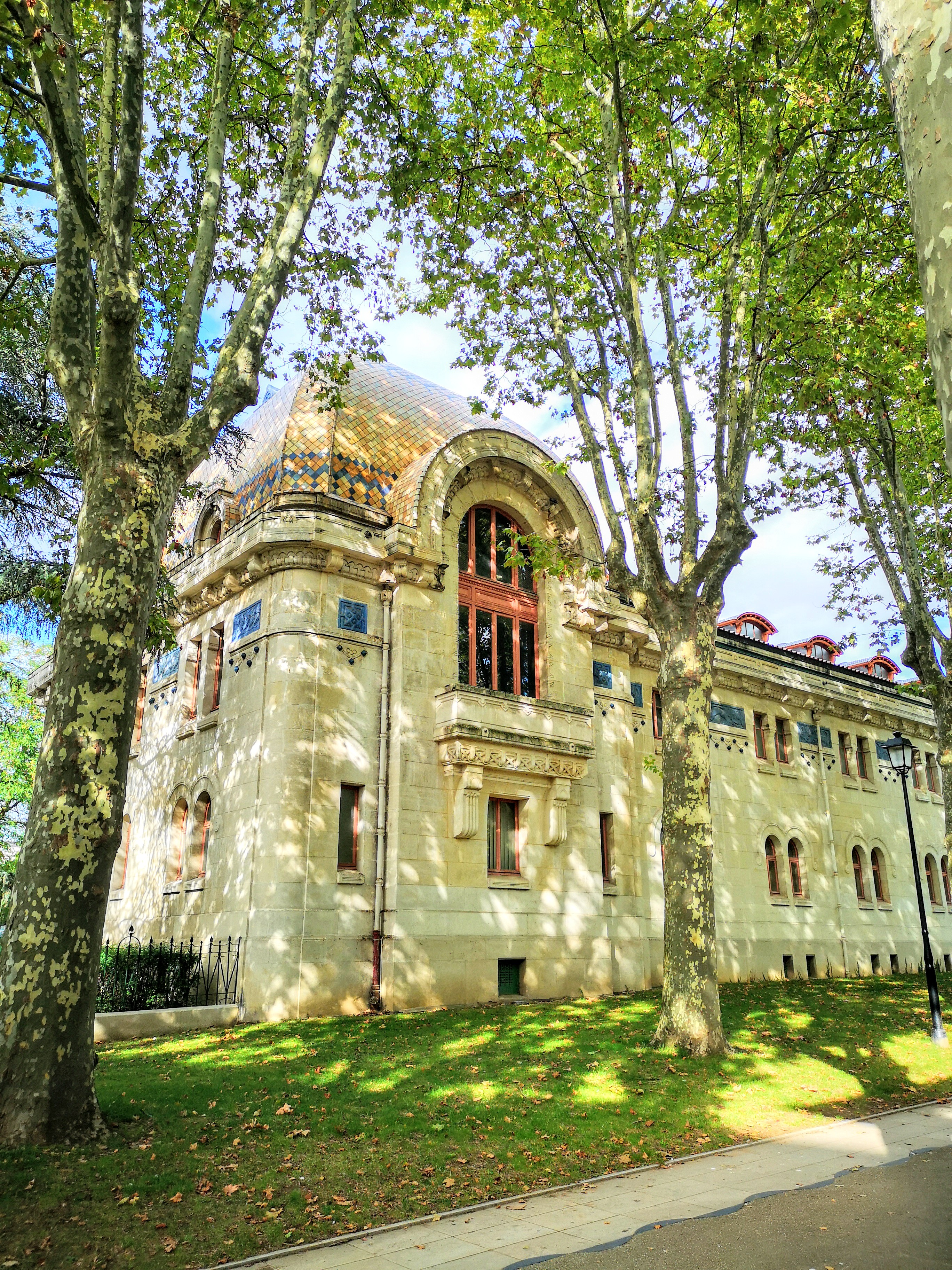
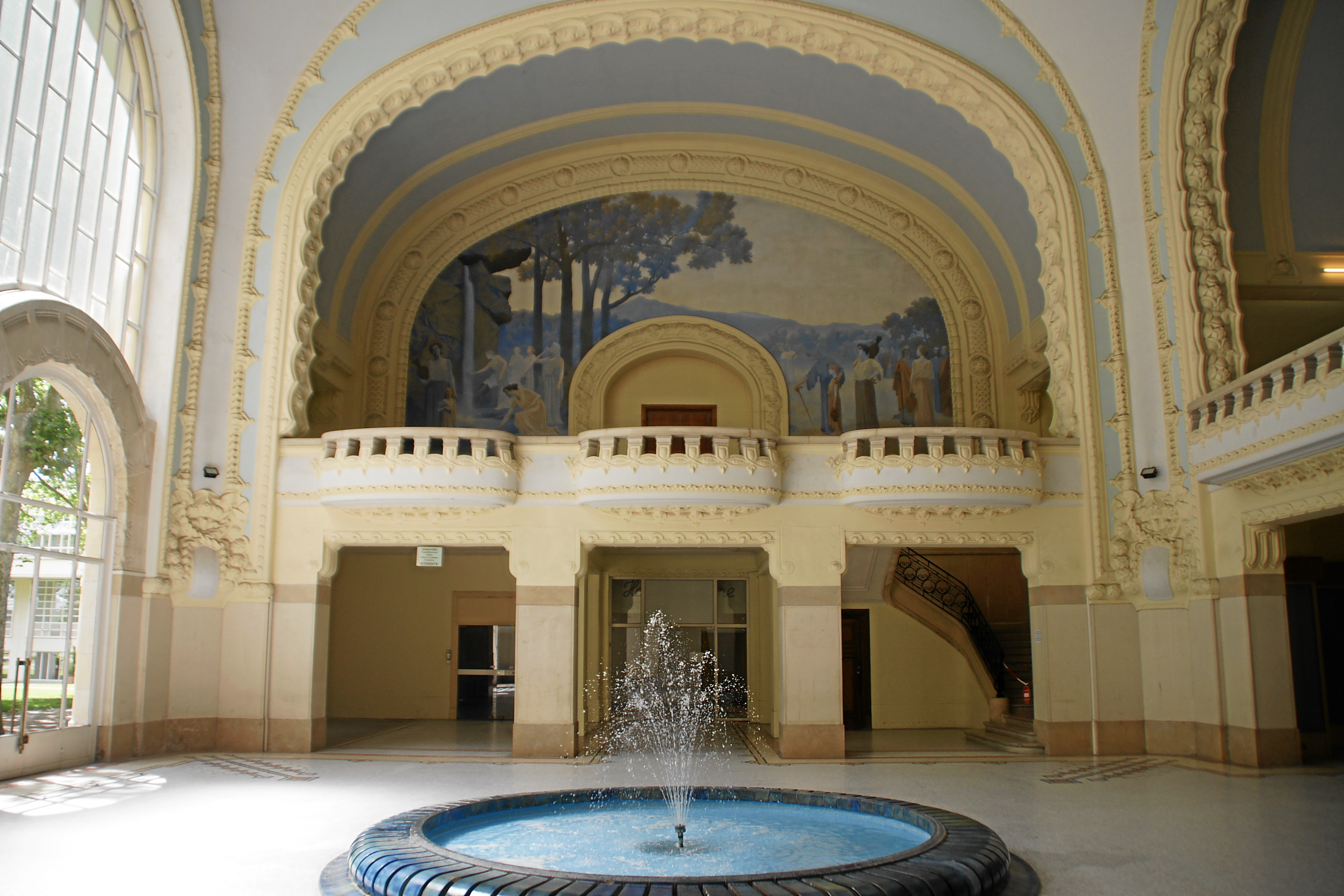
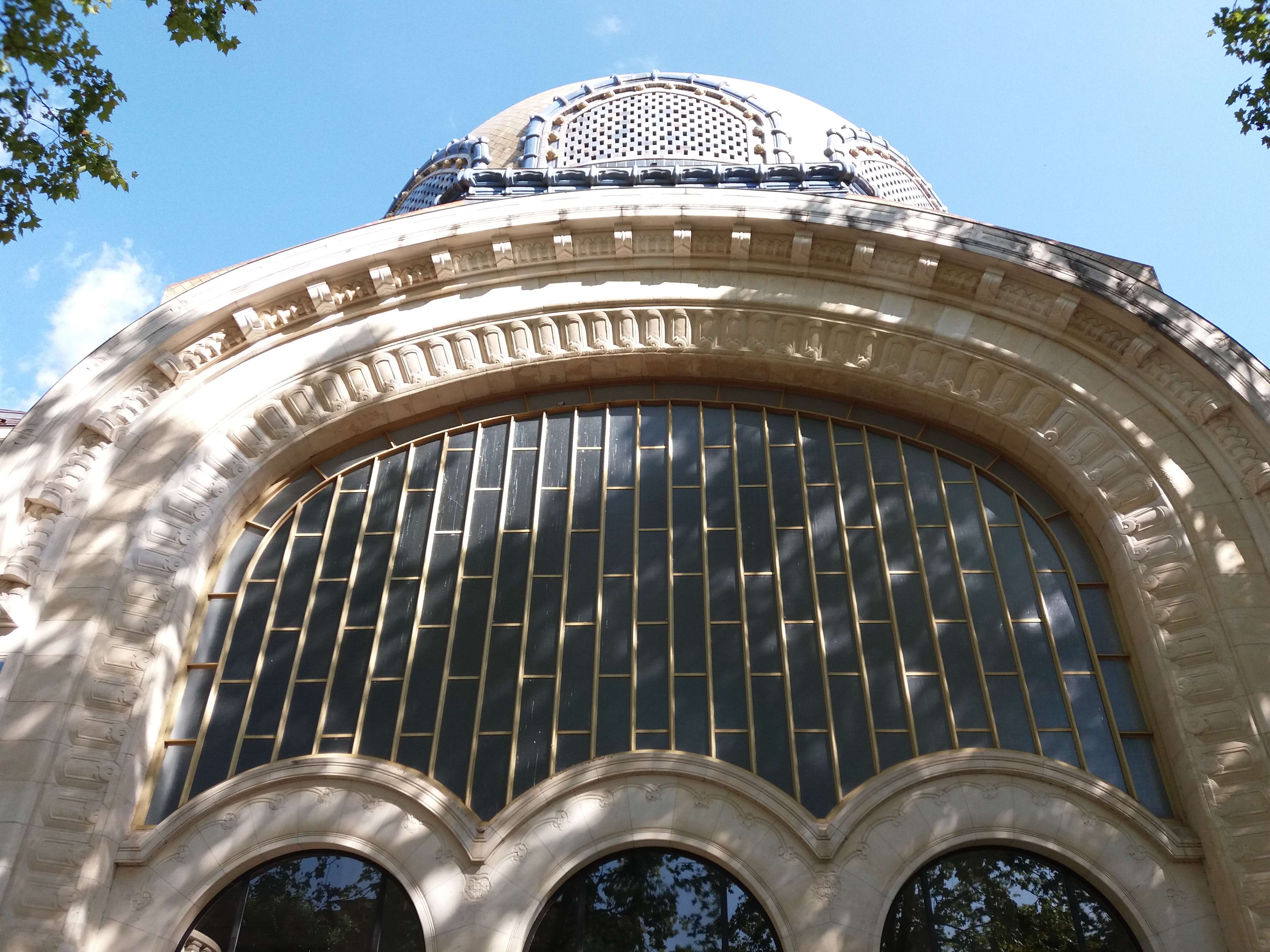
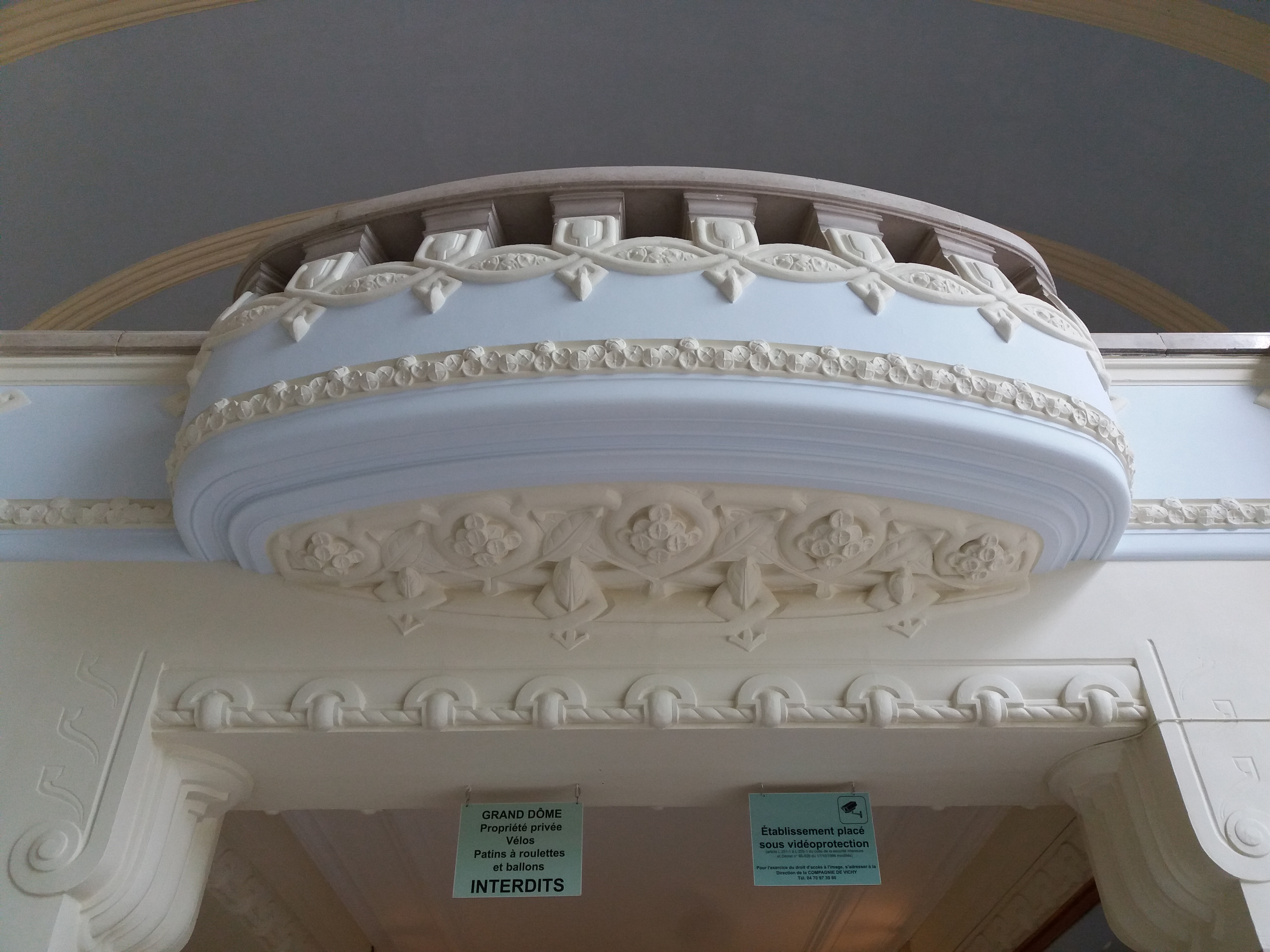
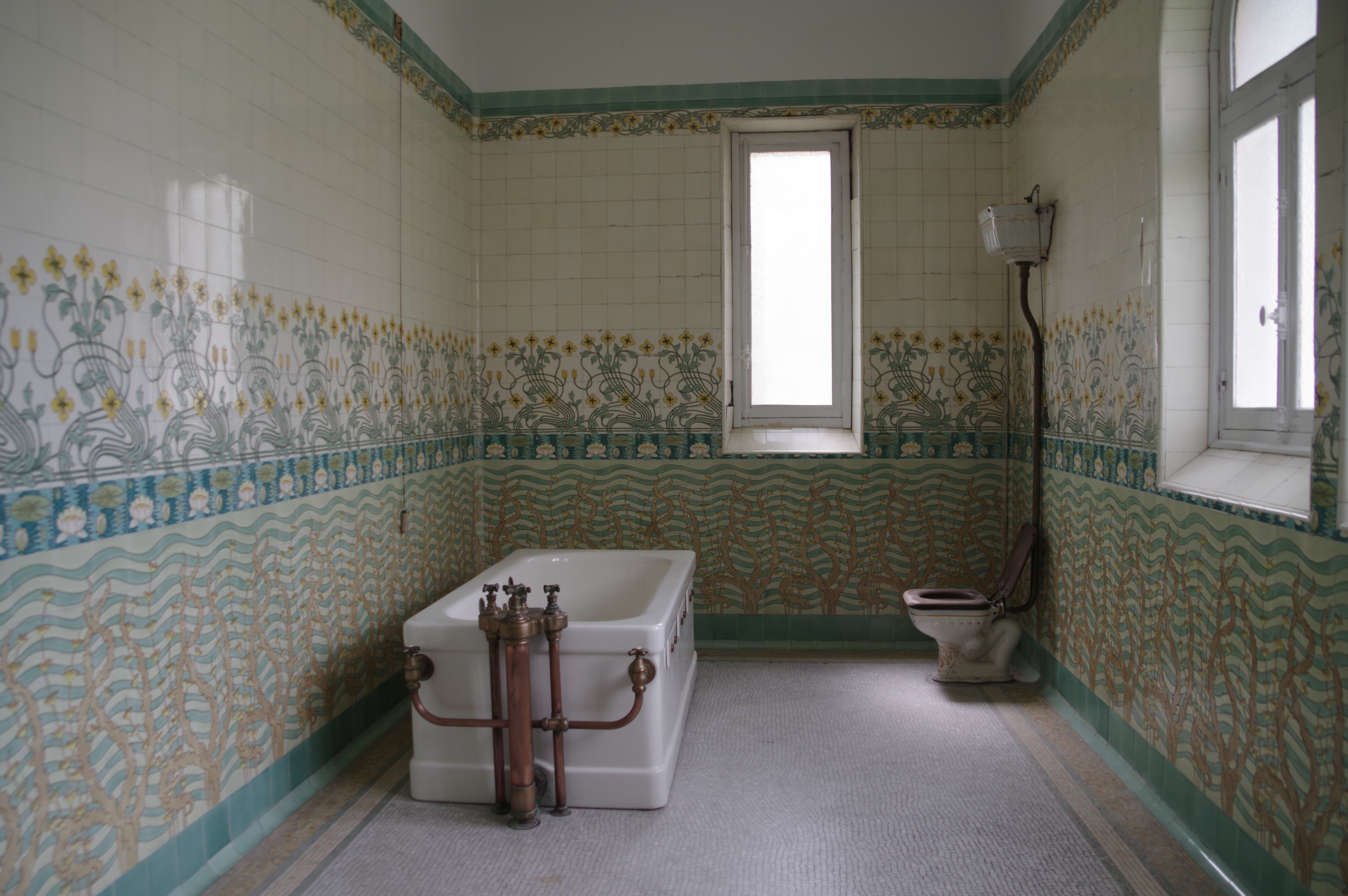
Salle de soin
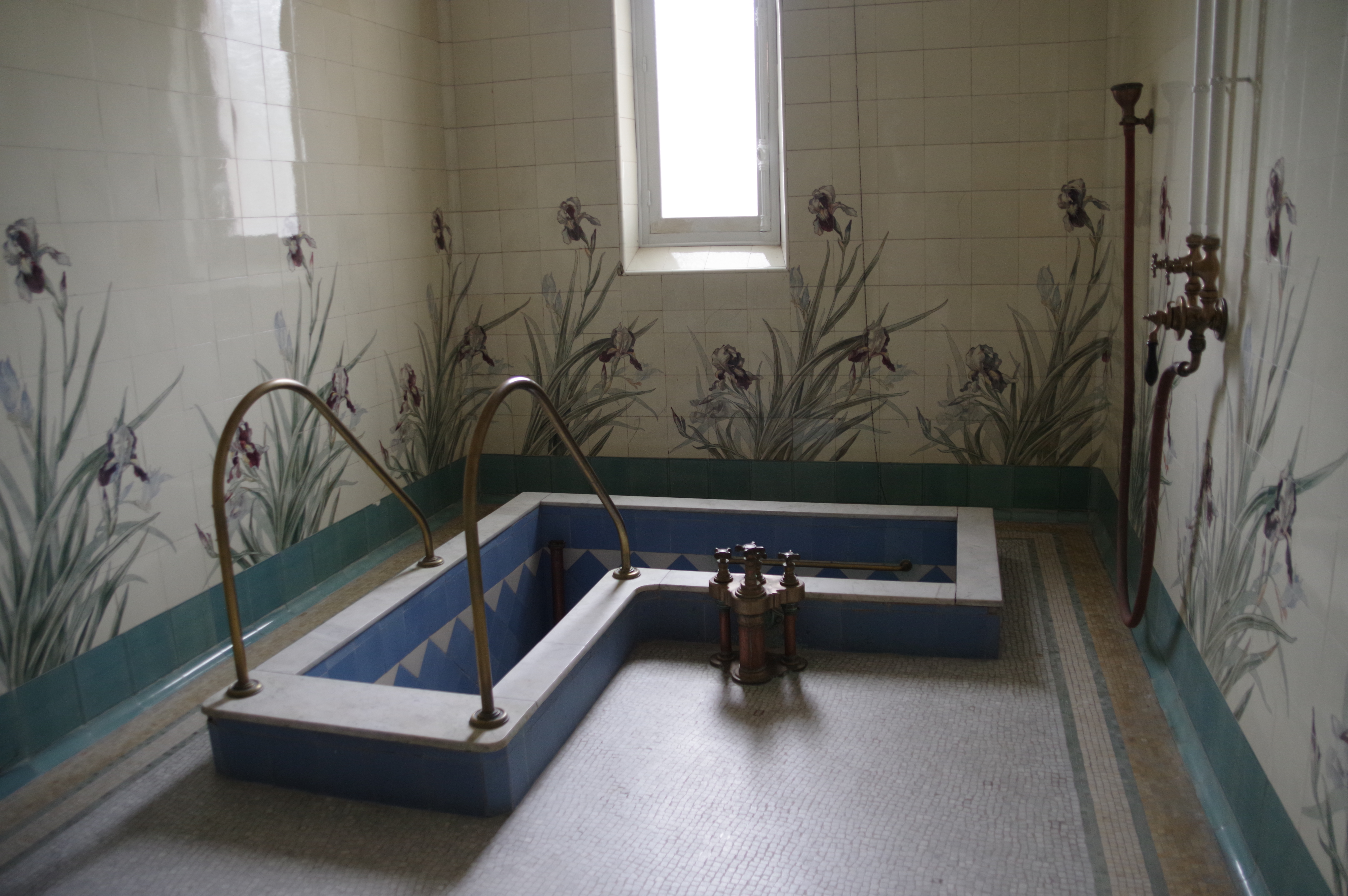
Salle de soin